# Клиническая больница станции Тверь
Клиническая больница на станции Тверь — многопрофильное ведомственное учреждение здравоохранения. В её состав входят поликлиника, обслуживающая 500 человек в смену, стационар на 115 коек, два здравпункта — Тверской дистанции пути и локомотивного депо Тверь, два фельдшерско-акушерских пункта на станциях Лихославль и Вышний Волочёк, семь пунктов предрейсовых осмотров, медпункт Тверского вокзала. В числе первых на октябрьской железной дороге больница стала проводить врачебную экспертизу членов локомотивных бригад скоростного движения.

## История
Клиническая больница на станции Тверь была основана 13 июня 1873 год, когда на станции Тверь был открыт стационар. Его возглавил врач Эдуард Фёдорович Ландэзен, потомственный дворянин, выпускник медицинского факультета Дерптского университета. Приёмный покой на станции в то время располагался в деревянном одноэтажном здании, кроме врача в нём работал фельдшер. В 1874 году Э. Ландэзену было поручено провести обследование жилищных условий тверских железнодорожников. Посещая казармы и землянки, в которых они жили, он отметил тесноту, скученность, многонаселённость и сырость жилищ. В стационаре проходили лечение служащие станции, члены их семей, пассажиры железной дорог, проводился профосмотр поступавших на службу. В 1898 году Э. Ландэзен был награждён императрицей Марией Фёдоровной золотым перстнем с бриллиантом. Он был кавалером орденов святого Станислава и святой Анны трёх степеней, святого Владимира двух степеней.
После его смерти дело продолжил сын, Эдуард Эдуардович Ландэзен, которого 10 октября 1906 года перевели на работу врачом 9-го участка станции Тверь. Согласно документам РГИА, врачебный приёмный покой в 1909 году имел площадь 52 квадратные сажени и состоял из кабинетов врача, дежурного фельдшера, перевязочной, аптеки, палаты на шесть коек и хозяйственных построек. Кроме врача в персонал Тверского врачебного покоя входили два фельдшера, акушерка и дезинфектор. В 1910 году врач Э. Ландэзен принял 7189 амбулаторных больных, осуществил 12 121 посещение, освидетельствовал 671 служащего железной дороги.
В ноябре 1917 года была создана Врачебная коллегия НКПС. В 1920-е годы расширились терапевтическая, хирургическая и акушерская службы. При Тверской железнодорожной больнице был открыт родильный дом. Важным видом врачебной работы была борьба с эпидемиями туберкулёза, сыпного тифа, малярии. В 1930-е здесь появилась своя рентгенслужба.
В годы Великой Отечественной войны узловая больница на станции Калинин не закрылась. В ней работали хирургическое, терапевтическое, неврологическое, инфекционное, детское отделения, поликлиника, рентген-вагон. Больница имела своё подсобное хозяйство. Многие врачи и медсёстры воевали на разных фронтах.
После войны быстрыми темпами развивалась хирургическая служба больницы, появились новые методы операций. В 1959 году коллектив возглавила выпускница 1-го Ленинградского мединститута Ольга Борисовна Просовецкая.
В 1970-е годы появились своя анестезиологическая служба, палата интенсивной терапии, кабинеты эндоскопической и функциональной диагностики. В 1976 году больница переехала в новое здание (где она находится и сейчас), оборудованное всем необходимым для обследования и лечения.
В 1980 году хирургическое отделение больницы стало одним из лучших на Октябрьской дороге. С 1976 по 2005 год его возглавлял Юрий Александрович Шабанов — заслуженный врач РФ, хирург высшей категории, автор научных открытий и рацпредложений в хирургии.
В 2003 году отделение больницы на станции Тверь вошло в состав ОАО «РЖД». Подводя итоги работы учреждения за следующий год, главный врач И. Давыдов (он возглавлял коллектив с 1976 по 2007 год) отметил три основных направления в деятельности учреждения: оказание качественной медицинской помощи населению, участие в системе медицинского обеспечения безопасности движения поездов, профилактика здорового образа жизни.
В 2009 году в больнице был открыт собственный музей, в 2010 году она получила статус клинической.